# 개구리목

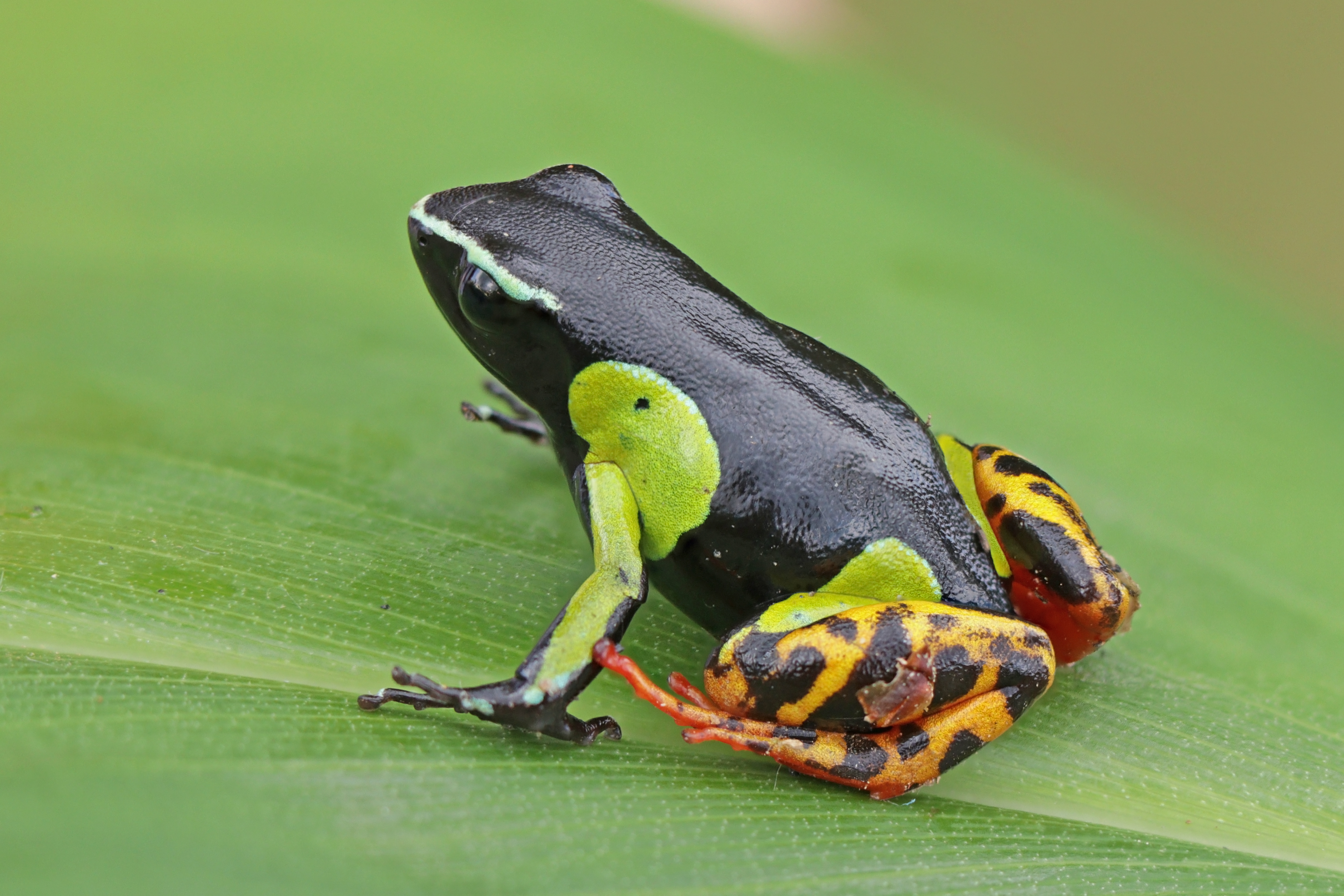

개구리목 또는 무미목(無尾目)은 양서류의 하위 분류로, 개구리, 두꺼비, 맹꽁이 등을 포함한다. 개구리는 트라이아스기 초반부터 살아 온 것으로 여겨진다.
몸이 굵고 짧으며, 목 부분에는 잘록한 부분이 없다. 성체에서는 꼬리가 없어지고 네 다리, 특히 뒷다리가 매우 발달되어 있다. 이들은 다시 선골·흉대·척추골의 형태상 차이, 앞발가락의 관절골 및 위턱뼈의 이빨 유무, 빨판이나 물갈퀴의 상태 등을 기준으로 분류되어 오늘날 약 3,000종 가량이 알려져 있다. 이 중 원시개구리는 꼬리가 없어졌음에도 불구하고 꼬리를 움직이는 근육이 남아 있다. 또한 물에서 살며 새끼를 돌보는 개구리류는 '무설류'라고도 불리는데, 좌우의 귀관이 하나로 되어 인후부에 열려 있다.
개구리 중에는 물 근처나 물 속에서 일생을 보내는 종류도 있고, 육지에서 주로 생활하다가 번식기에만 물 속으로 들어가는 종도 있다. 어떤 종은 짝짓기할 때에도 물 속으로 들어가지 않는다. 한편 많은 종이 나무에서 살거나 나무에 기어오른다. 그 밖의 어떤 종은 땅 속에 굴을 파고 살기도 한다.

## 생태
개구리는 보통 중성의 물 속에서 살며 pH 4.0 이하의 물 속에서 발생하거나 생존하는 경우가 적다.
개구리는 겨울이 되면 땅속으로 들어가 겨울잠을 잔다. 주변 온도에 따라 체온이 변하는 변온동물이기 때문이다. 게다가 겨울이 되면 먹이가 되는 곤충들도 사라지기 때문에 겨울잠을 잘 수밖에 없다. 또, 개구리는 양서류 동물로서 피부호흡을 하기 때문에 겨울잠을 자야 한다. 양서류가 피부호흡을 하기 위해서는 물이 필요하다. 피부가 물기에 젖어야 피부호흡을 할 수 있는 것이다. 그런데 겨울이 되면 물이 얼어버리기 때문에 개구리의 피부는 건조해져서 피부호흡을 못하게 된다. 그래서 겨울잠을 자게 된다. 그런데 개구리는 겨울잠을 자는 동안 체온이 영하로 내려가도 얼어 죽지 않는다. 체내의 당분 농도가 높아서, 체액의 어는 점을 낮추기 때문에 그럴 수 있다. 겨울잠을 자는 개구리는 혈액 1리터 당 45그램의 당분을 지니며, 인간이 혈액 1리터 당 4그램의 당분만 초과해도 당뇨병에 걸리는 것에 비하면 높은 수치이다.
한국에서는 3월에 개구리가 동면에서 깨어나 산란을 시작하는데, 산란은 연못·소택지·하천 등의 물 속에서 하는 것이 보통이다. 개구리는 거의 전세계에 분포하나 그 중에서도 송장개구리에 속하는 것의 분포도가 가장 넓으며, 가장 북방까지 분포하는 것은 북방산개구리로 그 분포도가 북극권까지 미치고 있다.  개구리는 수리부엉이, 뱀, 수달, 왜가리, 백로, 붉은배새매, 물총새, 물장군, 큰노랑테먼지벌레, 족제비, 담비, 밍크, 황새, 해오라기, 개구리매, 솔개, 가물치, 메기 같은 천적에게 잡아먹히고 파리, 모기, 각다귀, 메뚜기, 풀무치 등을 잡아먹는다. 개구리는 긴 혀로 먹이를 잡는데, 혀는 먹이의 움직임에 반응하여 입에서 쏘듯이 튀어나와 잡는다. 많은 개구리가 위턱에만 이가 있고, 두꺼비는 아예 이가 없다. 따라서 두꺼비와 개구리는 먹이를 통째로 삼킨다. 이렇게 통째로 삼키는 것을 쉽게 하기 위해 개구리의 눈은 두개골의 구멍 안쪽으로 들어가 있다. 먹이는 목구멍으로 밀려 들어가 소화된다.  개구리는 사람에게 여러 모로 이로운 동물이다. 나쁜 질병을 옮기는 수많은 곤충을 잡아먹으며, 또한 사람에게 단백질을 제공하는 음식으로 이용된다. 또 새로운 약을 시험하는 데 사용하며, 해부학 실험에도 이용된다. 사람들은 이런 용도로 쓸 개구리를 대부분 야생에서 잡고 있다. 오늘날 많은 개구리의 서식처가 파괴되고 물이 오염되어 생존을 위협받고 있다.

## 발생
대다수의 개구리는 물 속에서 교미를 한다. 영양 상태가 좋은 연못에서는 해를 거듭할수록 개구리 수가 크게 증가한다. 겨울잠을 잔 연못이 짝짓기 할 연못으로 적당하지 않을 경우에는 대개 짝짓기할 장소를 찾아 긴 여행을 떠난다. 겨울잠을 자는 데는 진흙 바닥만 있어도 적당하지만 짝짓기를 해서 새끼를 낳기 위해서는 조류(藻類)가 풍부한 연못이 좋다. 짝짓기는 보통 수컷이 먼저 물로 들어가 암컷을 유혹하는 울음소리를 낸다. 암컷이 물로 들어오면 수컷은 암컷의 등에 달라붙어 암컷을 붙잡는다. 이 자세에서 수컷은 암컷의 몸에서 떨어지는 알 위에 정액을 뿌려 수정시킨다. 알이 부화하는 데 걸리는 시간은 3-25일이다.  알의 크기·색깔·모양은 종에 따라 다른데 젤리 같은 물질이 알을 감싸고 보호한다. 이 알과 젤리의 덩어리를 난괴(알덩어리)라고 한다. 몇몇 개구리는 한 번에 수천 개의 알을 낳지만 이 중에서 극히 적은 수만이 개구리로 성장할 수 있다. 오리·물고기·곤충 등 수생생물이 많은 개구리 알을 먹어치우기 때문이다. 알이 부화하여 올챙이가 되더라도 보다 큰 수생동물에게 잡아먹힌다. 또한 연못이나 개울이 말라버려 올챙이가 죽기도 한다.  개구리는 전할을 하는 다른 동물에 비해 부등할을 하므로 동물극 쪽의 할구가 작다. 포배·낭배·신경배 등의 시기를 거쳐 오뚝이형의 배로 되며, 다음에 꼬리가 길어지면서 겉아가미가 생기고, 이 때쯤에 부화되어 수중을 헤엄쳐 나와 올챙이의 형태로 된다. 이 때 올챙이는 입이나 작은 빨판을 이용해서 물 속의 물체에 달라붙는다. 올챙이는 목이 없어 머리와 몸통은 원 모양에 가깝고, 긴 꼬리가 있으며, 작은 물고기처럼 보인다. 올챙이는 피부에 덮인 아가미가 있고 이 아가미로 호흡한다. 올챙이는 자라면서 점차 생김새가 변하는데, 꼬리가 커지면서 헤엄을 칠 수 있어서 먹이도 자유롭게 얻을 수 있다. 올챙이의 입은 수생식물인 조류를 뜯어먹기에 알맞게 되어 있다. 또 몇몇 종의 올챙이는 개구리의 알과 올챙이를 먹는다.  올챙이의 꼬리가 더 길어지면서 겉아가미는 없어지고 속아가미가 생기며, 그 바깥쪽은 호흡공(呼吸孔)으로 나고 피부로 둘러싸인다. 다음에 뒷다리가 나오고 이것이 크게 될 때쯤 피하에 발달되어 있던 앞다리가 바깥으로 나오며 꼬리의 퇴화가 시작된다. 이 때가 되면 속아가미도 퇴화하고 폐가 활동하게 된다. 개구리의 알은 크기가 2-3mm로 비교적 사육하기 쉽고 관찰하기에 편리한 점 등으로 발생학 연구에 필수적이다.

## 몸
개구리의 몸체는 머리·가슴·다리의 세 부분으로 되어 있다. 좌우대칭이며, 전후·등배도 잘 분화되어 있다. 머리는 편평하며 삼각형에 가깝고, 눈 위아래로 눈꺼풀이 있으나 위쪽 눈꺼풀은 움직이지 않는다. 눈의 뒤쪽에는 원형 또는 타원형의 고막이 있다. 입은 크고 입을 열면 위턱의 가장자리에 작은 턱니가 나란히 있다. 이빨은 먹이를 씹는 데 쓰지 않고 먹이를 놓치지 않도록 잡는 데 이용된다.  개구리는 길고 강한 뒷다리가 있어 뛰어오를 때 사용한다. 평평한 곳에서는 몸길이의 20배까지 뛸 수 있다. 개구리는 또한 긴 뒷다리로 수영을 하며 물에서 사는 종은 뒷발에 물갈퀴가 있다. 작은 앞다리는 개구리가 앉아 있을 때 몸을 지지해주고, 뛰어올랐다 떨어질 때 충격을 줄여 준다. 나무에 사는 개구리는 발가락 끝에 작은 빨판이 있어, 나무를 오를 때 나무 줄기에 매달릴 수 있다. 소화관은 식도·위·십이지장·대장·직장으로 나누어져 있고, 올챙이 시기에 비하면 장의 비율이 짧아진다. 호흡은 아가미·폐·피부로 하며, 폐의 구조는 간단하고, 심장은 2심방 1심실이다.  개구리의 피부는 얇고 물기에 젖어 있다. 많은 종이 피부에 독 분비선이 있어, 독을 피부 위로 분비해 자신을 보호한다. 적이 독 있는 개구리를 덮치면 독이 공격자의 입을 자극하여 그 사이에 개구리는 도망갈 수 있다. 대뇌와 소뇌는 그리 발달되지 않았으나 중뇌는 비교적 발달하여 있고 여기에서 큰 시신경이 나와 있다. 개구리의 암수는 서로 다른 구조를 하고 있다.  개구리의 수컷은 번식기에 암컷을 유인하기 위해 울음소리를 낸다. 대부분의 수컷은 울음주머니가 있는데, 소리를 낼 때는 크게 부풀어오른다. 울음주머니가 있는 종은 없는 종보다 더 큰 소리를 낼 수 있다. 몇몇 종의 수컷은 짝을 부를 때뿐만 아니라 자신의 텃세권을 알릴 때에도 소리를 낸다.

## 기르기
어항에 씻은 강모래를 넣고 물풀을 심는다. 어항에 우물물이나 냇물, 또는 받아 놓은 지 2-3일 지난 수돗물을 넣는데, 물의 깊이는 5-10cm 정도가 좋다. 물은 2-3일에 한 번씩 갈아 주는데 반씩만 새 물로 갈아 준다. 어항은 햇빛이 드는 따뜻한 곳에 둔다.
올챙이가 발이 나오기 시작하면 어항 바닥에 자갈을 깔거나 커다란 돌을 넣어 섬을 만들어 준다. 코가 가는 철망으로 뚜껑을 하여 도망가지 못하도록 해 놓고 먹이는 바퀴벌레·파리·메뚜기·귀뚜라미 같은 곤충이나 거미, 지렁이같이 살아 있는 것을 준다.

### 겨울잠 관찰
10월 말부터 11월 무렵은 개구리가 겨울잠을 자기 시작하는 시기이다. 부드럽게 부수어 놓은 흙을 어항에 넣고, 그 위에 낙엽을 두껍게 깔아 개구리가 흙 속으로 파고들어갈 수 있도록 해 준다.  흙이 마르지 않도록 이따금 물뿌리개로 물을 뿌려 주고 공기가 통할 수 있도록 틈을 만들어 놓은 다음 유리로 뚜껑을 덮는다. 어항은 햇빛이 잘 비치는 툇마루 밑 같은 곳에 둔다. 기온이 10°C 이상이 되면 개구리는 봄이 된 줄 잘못 알고 겨울잠에서 깨어나와 버릴 수도 있다. 따라서 5°C 정도인 곳에 두도록 한다.

## 분류
개구리목에는 약 5,070 종이 속한다. 개구리목은 크게 3개 아목으로 나눈다.
- 원와아목 (Archaeobatrachia) - 4 과, 6 속, 28 종.
  - 꼬리개구리과 (Ascaphidae)
  - 옛개구리과 (Leiopelmatidae)
  - 무당개구리과 (Bombinatoridae)
  - 산파두꺼비과 (Alytidae)

- 중와아목 또는 메소바트라키아 (Mesobatrachia) - 6 과, 20 속, 168 종.
  - 메고프리스과 (Megophryidae)
  - 쟁기발개구리과 (Pelobatidae)
  - 파슬리개구리과 (Pelodytidae)
  - 발톱개구리과 (Pipidae)
  - 멕시코맹꽁이과 (Rhinophrynidae)
  - 북아메리카두꺼비과 (Scaphiopodidae)

- 신와아목 (Neobatrachia) - 19 과, 310 속, 4688 종
  - 유령개구리과 (Heleophrynidae)
  - 돼지코개구리과 (Nasikabatrachidae)
  - 세이셸개구리과 (Sooglossidae)
  - 칼립토케팔렐라과 (Calyptocephalellidae)
  - 거북개구리과 (Myobatrachidae)
  - 림노디나스테스과 (Limnodynastidae)
  - 알소데스과 (Alsodidae)
  - 바트라킬라과 (Batrachylidae)
  - 두꺼비과 (Bufonidae)
  - 뿔개구리과 (Ceratophryidae)
  - 키클로람푸스과 (Cyclorhamphidae)
  - 뿔청개구리과 (Hemiphractidae)
  - 힐로데스과 (Hylodidae)
  - 긴발가락개구리과 (Leptodactylidae)
  - 오돈토프리누스과 (Odontophrynidae)
  - 코개구리과 (Rhinodermatidae)
  - 텔마토비우스과 (Telmatobiidae)
  - 알로프리네과 (Allophrynidae)
  - 유리개구리과 (Centrolenidae)
  - 청개구리과 (Hylidae)
  - 아로모바테스과 (Aromobatidae)
  - 독개구리과 (Dendrobatidae)
  - 가는발가락개구리과 (Eleutherodactylidae)
  - 황금개구리과 (Brachycephalidae)
  - 크라우가스토르과 (Craugastoridae)
  - 풀개구리과 (Hyperoliidae)
  - 아르트롤렙티스과 (Arthroleptidae)
  - 헤미수스과 (Hemisotidae)
  - 비개구리과 (Brevicipitidae)
  - 맹꽁이과 (Microhylidae)
  - 디크로글로수스과 (Dicroglossidae)
  - 오돈토바트라쿠스과 (Odontobatrachidae)
  - 아프리카황소개구리과 (Pyxicephalidae)
  - 아프리카급류개구리과 (Petropedetidae)
  - 골리앗개구리과 (Conrauidae) - 골리앗개구리
  - 춤추는개구리과 (Micrixalidae)
  - 케라토바트라쿠스과 (Ceratobatrachidae)
  - 산청개구리과 (Rhacophoridae)
  - 만텔라과 (Mantellidae)
  - 인도개구리과 (Ranixalidae)
  - 닉티바트라쿠스과 (Nyctibatrachidae)
  - 피티카데나과 (Ptychadenidae)
  - 프리노바트라쿠스과 (Phrynobatrachidae)
  - 개구리과 (Ranidae)

## 이동방법
개구리는 땅에서는 폴짝폴짝 뛰어다니고 물속에서는 헤엄쳐서 움직인다. 뒷다리에 물갈퀴가 있다. 뒷다리가 앞다리보다 더 길다. 긴 뒷다리를 이용해 힘차게 뻗어 뛰어오른다. 개구리는 땅에서는 폴짝폴짝 뛰어다니고 물속에서는 헤엄쳐서이동한다.